# Windows Messenger
Windows Messenger — неактивний клієнт миттєвого обміну повідомленнями, що входить до складу Windows XP. Розроблений як для корпоративного, так і для домашнього використання, він спочатку був створений у 2001 році як оптимізована та інтегрована версія MSN Messenger. Месенджер кілька разів оновлювали, до того, як він став доступним для Windows 2000 і Windows Server 2003. З того часу його розвиток припинився. Його замінили на Windows Live Messenger і Microsoft Lync.

## Огляд
Windows Messenger було представлено в Windows XP 22 жовтня 2001 року. Його увімкнено за замовчуванням. Функціонал включає обмін миттєвими повідомленнями, інформування про присутність, підтримку протоколу ініціації сеансу (SIP), передачу файлів, спільний доступ до програм і дошку. Пізніші версії додали підтримку «чорнила» та інтеграцію з Microsoft Lync Server (раніше Microsoft Office Communications Server). Користувацький інтерфейс Windows Messenger позбавлений безладу, який можна побачити в Windows Live Messenger. Підморгування, підказки та кастомні смайли недоступні, а основний інтерфейс користувача більше нагадує стандартний стиль Windows XP Luna.
Windows Messenger інтегрується з Microsoft Exchange Server, Microsoft Outlook, Outlook Express, Remote Assistance і Windows Media Center у Windows XP. Windows Messenger може спілкуватися зі службами миттєвих повідомлень Exchange Server 2000 і Microsoft Messenger. Взаємодія зі стороннім програмним забезпеченням доступна через COM API під назвою Real Time Communications (RTC) Client API.
Розробка Windows Messenger була припинена після версії 5.1 на користь Windows Live Messenger та Microsoft Lync.